# دن‌کیشوت‌های ایرانی
دن‌کیشوت‌های ایرانی یک رمان تاریخی به قلم بیژن عبدالکریمی است که به تاریخ ایران در قرن نوزدهم و نحوهٔ مواجههٔ ایرانیان با مدرنیته می‌پردازد. این کتاب مدت‌ها در انتظار مجوز وزارت ارشاد بود و چند ماه پس از انتشار توقیف شد.

## نقد و بررسی

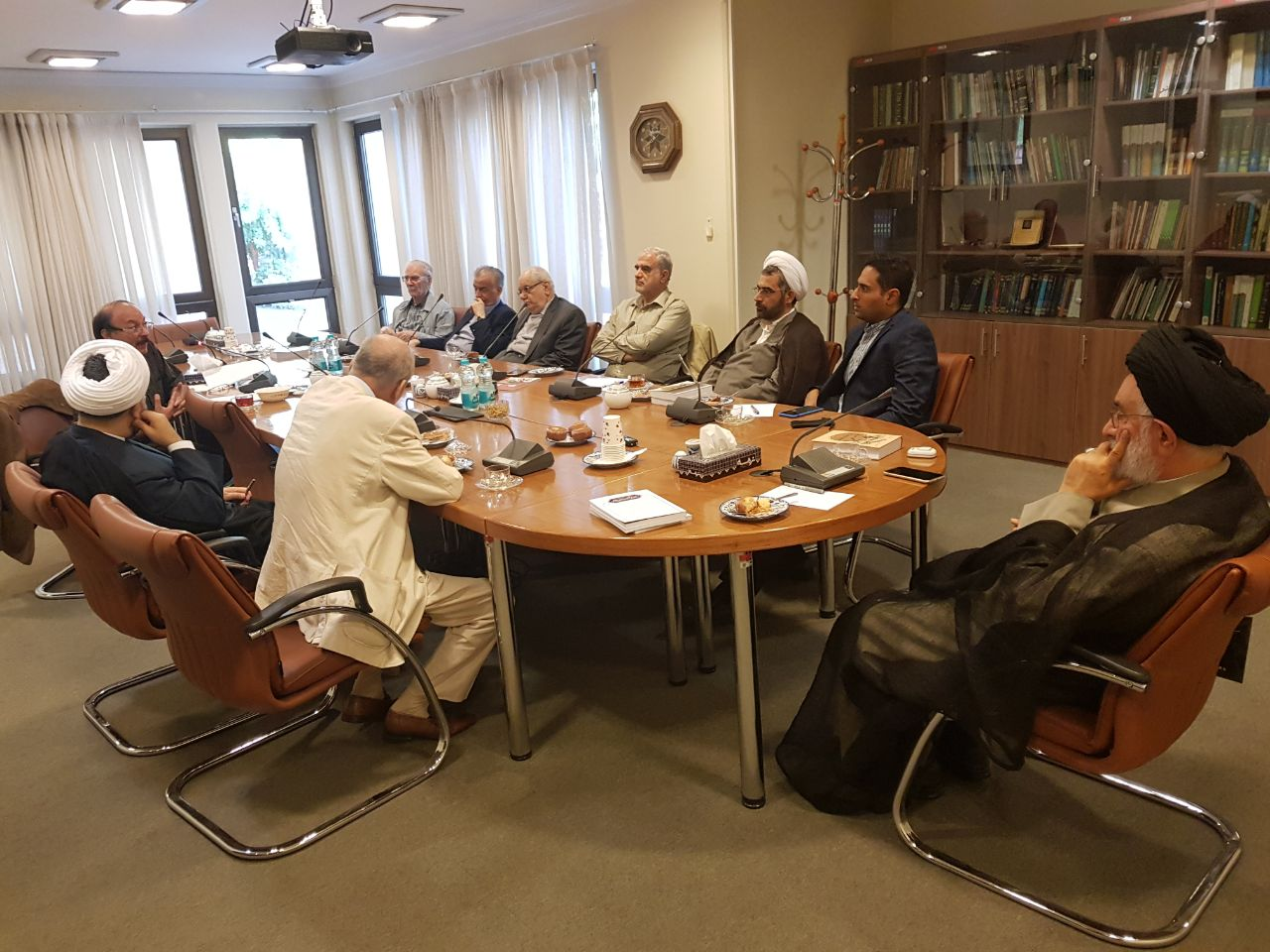
جلسه نقد و بررسی کتاب دن‌کیشوت‌های ایرانی در فرهنگستان علوم ایران، ۱۳ مرداد ۱۳۹۸

حسن محدثی و محمدباقر تاج‌الدین به نقد این کتاب پرداخته‌اند.
محدثی معتقد است این رمان آینه‌ای در برابر ما گرفته‌است تا خود را و جهان خود را از مجرای پیگیری داستان نهضت بابیه بنگریم.
لاله مسیحا (استادیار زبان و ادبیات انگلیسی دانشگاه تبریز) در مقاله‌ای به بررسی هم‌نوایی و به‌رسمیت‌شناسی اجتماعی در این رمان پرداخته‌است.
احمد محبی نیز در مقاله‌ای به نام «بررسی اجمالی رمان دن کیشوت‌های ایرانی» به دفاع از عبدالکریمی در برابر هجمه‌هایی که به وی نسبت بابی‌گری و بهایی‌گری داده‌اند پرداخته است.
جلسهٔ نقد و بررسی این رمان در ۱۳ مرداد ۱۳۹۸ با حضور رضا داوری اردکانی، مصطفی محقق داماد، رسول جعفریان، غلامحسین ابراهیمی دینانی، غلامرضا اعوانی، سید محمد قاری سیدفاطمی، مصطفی بروجردی و عبدالرحیم گواهی در فرهنگستان علوم ایران برگزار شد.
نقد دیگری هم به قلم حامد صبوری بر این کتاب منتشر شد.